# 34 (tal)
34 er et lige heltal og det naturlige tal, som kommer efter 33 og efterfølges af 35.

## Matematik
- 34 er et semiprimtal
- 34 er det 9. fibonacci tal
- Det 34. fibonacci tal er 3524578, hvis tværsum er 34.
- På et 4*4 magisk kvadrat er summen af rækker, kolonner og diagonaler lig 34.

## Andet
- 34 er atomnummeret på grundstoffet Selen.
- T-34 er en kendt sovjetisk kampvogn.
- 34 er international telefonkoden for Spanien.
- V.34 er en kommunikationsprotokol.

- Wikimedia Commons har flere filer relateret til 34 (tal)

| Matematik | Spire Denne artikel om matematik er en spire som bør udbygges. Du er velkommen til at hjælpe Wikipedia ved at udvide den. |